# Política de Serra Leoa
O Governo de Serra Leoa  é a autoridade governante da República de Serra Leoa, conforme estabelecido pela Constituição de 1991. O Estado é dividido em três poderes: o executivo, legislativo e o judiciário. A sede do governo é na capital, Freetown, a política tem lugar num quadro de uma república presidencial representativo, em que o Presidente de Serra Leoa é tanto chefe de estado como chefe de governo, sendo o país multi-partidário. O poder executivo é exercido pelo presidente. O poder legislativo é exercido pela Parlamento da Serra Leoa.
O Judiciário da Serra Leoa é independente do executivo e legislativo. Os direitos civis e liberdade de religião são respeitados. A imprensa crítica continua a operar, embora o governo tenha intervindo por supostas reportagens imprecisas, utilizando o 1965 Public Order Act, que criminaliza a difamação.
Serra Leoa é dividido em províncias, distritos e "chiefdoms". São três províncias rurais, além de uma cidade capital da província administrativa. Há, então, 14 distritos - 12 rurais, 2 para a capital Freetown.
O país é dividido em 149 tribos, cuja liderança é hereditária, e a união das tribos elege o governo local.  O Banco Mundial patrocinou a criação de conselhos locais eleitos em 2004 .
1. 1 2 3  Tristan Reed and James A. Robinson, The Chiefdoms of Sierra Leone, Scholar, Harvard University, 15 July 2013, Document available online, accessed 30 April 2014